# Qingyang
Qingyang (chiń. upr. 庆阳市; pinyin Qìngyáng Shì) – miasto o statusie prefektury miejskiej w Chinach, w prowincji Gansu. Prefektura miejska w 1999 roku liczyła 2 474 269 mieszkańców. 

## Podział administracyjny
Prefektura miejska Qingyang podzielona jest na:
- dzielnicę: Xifeng,
- 7 powiatów: Qingcheng, Huan, Huachi, Heshui, Zhengning, Ning, Zhenyuan.